# Красная (Тернопольская область)
Кра́сная (укр. Красна) — село в Зборовской городской общине Тернопольского района Тернопольской области Украины. До 2008 г. называлось Кра́сное.
Код КОАТУУ — 6122684302. Население по переписи 2001 года составляло 262 человека.
До 2020 года входило в Зборовский район.

## Географическое положение
Село Красная находится на левом берегу реки Стрыпа в месте впадения в неё реки Заруда,
выше по течению на расстоянии в 3 км расположено село Футоры,
ниже по течению на расстоянии в 1,5 км расположено село Малая Плавуча.

## История
- 1404 год — дата основания.

## Объекты социальной сферы
- Школа I ст.